# Víctor Rímac
Víctor Rímac (Huaraz, Áncash, 23 de enero de 1986) es un montañista y guía de montaña peruano miembro de la Asociación de Guías de Montaña del Perú (AGMP) y de la Unión Internacional de Asociaciones de Guías de Montaña (UIAGM). 

## Trayectoria profesional
Comenzó a escalar el 2001 a los 14 años en las montañas de la Cordillera Blanca. El 2012 se graduó como Guía Oficial de Alta Montaña de la AGMP y UIAGM.

### Proyecto Cumbres 8 mil
Víctor buscó ascender las 14 montañas más altas del mundo en seis años, todas arriba de los 8 mil metros sobre el nivel del mar, de ahí el término ochomil, sin necesidad de oxígeno extra. Si lográra este reto, estaría batiendo el récord mundial de Jerzy Kukuczka, el alpinista que lo ha conseguido con el menor margen de tiempo: 7 años, 11 meses y 14 días entre la primera y la última cimas.
El 23 de abril de 2015, se encontraba en un campamento en la base de la montaña Everest, a 5300 m s. n. m., cuando se registró el sismo de 7.9 grados en Nepal que dejó más de 7000 muertos. De acuerdo a su testimonio, fue gracias a una roca que se salvó de morir en la avalancha que arrasó con el 40 por ciento del campamento.
A la fecha, ha ascendido siete de ellas. 
- Dhaulagiri (8167 m) en Nepal  (18 de mayo de 2014)
- Manaslu (8163 m) en Nepal (30 de septiembre de 2015)
- Cho Oyu (8201 m) en Tíbet/Nepal (30 de septiembre de 2016)
- Everest (8848 m) en Tíbet/Nepal (21 de mayo de 2017)[6]
- Lhotse (8516 m) en Nepal (17 de mayo de 2022)[7]
- Makalu (8463 m) en Nepal (29 de mayo de 2022)[8]
- Gasherbrum II (8035 m) en Pakistán/China (2023)

## Cronología de sus cumbres
| Cumbre        | País           | Altitud | Año  | Notas                      |
| ------------- | -------------- | ------- | ---- | -------------------------- |
| Cashan        | Perú           | 5686    | 2007 | -                          |
| Caullaraju    | Perú           | 5682    | 2007 | -                          |
| Chopicalqui   | Perú           | 6354    | 2007 | -                          |
| Tocllaraju    | Perú           | 6034    | 2007 | -                          |
| Huaytapallana | Perú           | 5557    | 2008 | -                          |
| Pariacaca     | Perú           | 5750    | 2008 | -                          |
| Huascarán     | Perú           | 6655    | 2008 | Cumbre norte.              |
| Ranrapalca    | Perú           | 6116    | 2008 | -                          |
| Churup        | Perú           | 5495    | 2008 | -                          |
| La Esfinge    | Perú           | 5325    | 2009 | -                          |
| Quitaraju     | Perú           | 6035    | 2009 | -                          |
| Huascarán     | Perú           | 6395    | 2009 | Cumbre sur.                |
| Alpamayo      | Perú           | 5949    | 2009 | Ruta normal.               |
| Artesonraju   | Perú           | 6025    | 2010 | -                          |
| Huamashraju   | Perú           | 5334    | 2012 | .                          |
| Huayna Potosí | Bolivia        | 5975    | 2012 | Cumbre sur cara este.      |
| Huandoy       | Perú           | 6395    | 2013 | Cumbre norte en solitario. |
| Dhaulagiri    | Nepal          | 8167    | 2014 | Primer 8 mil.              |
| Cayesh        | Perú           | 5721    | 2015 | -                          |
| Manaslu       | Nepal          | 8163    | 2015 | Segundo 8 mil              |
| Cho Oyu       | Tíbet/Nepal    | 8201    | 2016 | Tercer 8 mil               |
| Everest       | Tíbet/Nepal    | 8848    | 2017 | Cuarto 8 mil               |
| Lhotse        | Nepal          | 8516    | 2022 | Quinto 8 mil               |
| Makalu        | Nepal          | 8463    | 2022 | Sexto 8 mil                |
| Gasherbrum II | Pakistán/China | 8035    | 2023 | Séptimo 8 mil              |